# Deutsche Demokratische Partei
Partidul Democrat German (în Deutsche Demokratische Partei, DDP) a fost un partid politic liberal din Republica de la Weimar, considerat centrist sau de centru-stânga. Împreună cu Partidul Popular German de dreapta (Deutsche Volkspartei, DVP), a reprezentat liberalismul politic în Germania între 1918 și 1933. A fost format în 1918 din Partidul Popular Progresist și din liberalilor la Partidului Național Liberal, ambele active în Imperiul German.
După formarea primului stat german care a fost constituit pe linii pluralist-democratice, DDP a participat ca membru al diferitelor coaliții în aproape toate cabinetele Republicii Weimar din 1919 până în 1932. Înainte de alegerile pentru Reichstag din 1930, s-a unit cu Volksnationale Reichsvereinigung, care făcea parte din Ordinul Tânăr German național liberal (Jungdeutscher Orden). Din acel moment, partidul s-a autodenumit „Partidul de Stat German” (Deutsche Staatspartei, DStP) și a păstrat numele chiar și după ce Asociația Reich a părăsit partidul. Din cauza legăturii cu Asociația Reich, membrii stângi a DDP s-au desprins de partid și spre sfârșitul Republicii au înființat Partidul Radical Democrat, care nu a avut succes în parlament. Alții s-au alăturat Partidului Social Democrat din Germania (SPD).
După ce național-socialiștii au preluat puterea, Partidul de Stat German a fost dizolvat pe 28 iunie 1933, ca parte a procesului de Gleichschaltung (coordonare) prin care naziștii au stabilit controlul totalitar asupra societății germane.